# Squadra peruviana di Coppa Davis
La squadra peruviana di Coppa Davis rappresenta il Perù nella Coppa Davis, ed è posta sotto l'egida della Federación de Tenis de Perú.
La squadra debuttò nella competizione nel 1968, e ha fatto parte del Gruppo Mondiale in una sola occasione, nel 2008. Attualmente il team è incluso nel Gruppo Mondiale I.

## Organico 2024
Vengono di seguito illustrati i convocati per ogni singolo turno della Coppa Davis 2024. A sinistra dei nomi la nazione affrontata e il risultato finale. Fra parentesi accanto ai nomi, il ranking del giocatore nel momento della disputa degli incontri (la "d" indica che il ranking corrisponde alla specialità del doppio).
| Qualificazioni Gruppo Mondiale | Qualificazioni Gruppo Mondiale |
| Cile (2-3)                     | Juan Pablo Varillas (87) Gonzalo Bueno (324) Ignacio Buse (438) Conner Huertas del pino (259 d) Arklon Huertas Del Pino Cordova (311 d) |
| ------------------------------ | --- |

| Gruppo Mondiale I - Turno principale | Gruppo Mondiale I - Turno principale |
| El Salvador (3-2)                    | Juan Pablo Varillas (179) Ignacio Buse (212) Gonzalo Bueno (273) Arklon Huertas Del Pino Cordova (181 d) Conner Huertas del pino (183 d) |
| ------------------------------------ | --- |

* f.r. = Fuori Ranking

## Risultati
= Incontro del Gruppo Mondiale

### 2010-2019
| Anno | Turno                       | Data            | Sede                | Avversario       | Punteggio | Esito     |
| ---- | --------------------------- | --------------- | ------------------- | ---------------- | --------- | --------- |
| 2010 | Gruppo II, 1º turno         | 5-7 marzo       | Lima (PER)          | El Salvador      | 5–0       | Vittoria  |
| 2010 | Gruppo II, 2º turno         | 9-11 luglio     | Maracaibo (VEN)     | Venezuela        | 1–3       | Sconfitta |
| 2011 | Gruppo II, 1º turno         | 4-6 marzo       | Lima (PER)          | Antille Olandesi | 5–0       | Vittoria  |
| 2011 | Gruppo II, 2º turno         | 8-10 luglio     | Lima (PER)          | Rep. Dominicana  | 3–1       | Vittoria  |
| 2011 | Gruppo II, Playoff          | 16-18 settembre | Asunción (PRY)      | Paraguay         | 3–1       | Vittoria  |
| 2012 | Gruppo I, 1º turno          | 10-12 febbraio  | Montevideo (URY)    | Uruguay          | 1–3       | Sconfitta |
| 2012 | Gruppo I, Playoff 2º turno  | 14-16 settembre | Lima (PER)          | Ecuador          | 2–3       | Sconfitta |
| 2013 | Gruppo II, 1º turno         | 1-3 febbraio    | Lima (PER)          | Haiti            | 5–0       | Vittoria  |
| 2013 | Gruppo II, 2º turno         | 5-7 aprile      | Arequipa (PER)      | Venezuela        | 1–4       | Sconfitta |
| 2014 | Gruppo II, 1º turno         | 31 gen.-2 feb.  | Trinidad (BOL)      | Bolivia          | 3–2       | Vittoria  |
| 2014 | Gruppo II, 2º turno         | 4-6 aprile      | Puebla (MEX)        | Messico          | 2–3       | Sconfitta |
| 2015 | Gruppo II, 1º turno         | 6-8 marzo       | Santiago (CHL)      | Cile             | 0–5       | Sconfitta |
| 2015 | Gruppo II, Playoff 1º turno | 17-19 luglio    | Lima (PER)          | Bolivia          | 3–2       | Vittoria  |
| 2016 | Gruppo II, 1º turno         | 4-6 marzo       | Lima (PER)          | Uruguay          | 3–2       | Vittoria  |
| 2016 | Gruppo II, 2º turno         | 15-17 luglio    | Lima (PER)          | Messico          | 4–1       | Vittoria  |
| 2016 | Gruppo II, Playoff          | 16-18 settembre | Lima (PER)          | Venezuela        | 3–2       | Vittoria  |
| 2017 | Gruppo I, 1º turno          | 3-5 febbraio    | Quito (ECU)         | Ecuador          | 0–5       | Sconfitta |
| 2017 | Gruppo I, Playoff 2º turno  | 15-17 settembre | Santo Domingo (DOM) | Rep. Dominicana  | 1–4       | Sconfitta |
| 2018 | Gruppo II, 1º turno         | 3-4 febbraio    | La Paz (BOL)        | Bolivia          | 4–1       | Vittoria  |
| 2018 | Gruppo II, 2º turno         | 7-8 aprile      | Metepec (MEX)       | Messico          | 1–3       | Sconfitta |
| 2019 | Gruppo II, Playoff          | 5-6 aprile      | San Salvador (SLV)  | El Salvador      | 3–2       | Vittoria  |

### 2020-2029
| Anno | Turno                               | Data            | Sede              | Avversario           | Punteggio | Esito     |
| ---- | ----------------------------------- | --------------- | ----------------- | -------------------- | --------- | --------- |
| 2021 | Gruppo Mondiale I, Playoff          | 6-7 marzo       | Lima (PER)        | Svizzera             | 3–1       | Vittoria  |
| 2021 | Gruppo Mondiale I, Turno principale | 17-18 settembre | Lima (PER)        | Bosnia ed Erzegovina | 3–2       | Vittoria  |
| 2021 | Gruppo Mondiale I, Semifinale       | 17-18 settembre | Cluj-Napoca (ROU) | Romania              | 0–4       | Sconfitta |
| 2022 | Gruppo Mondiale I, Playoff          | 4-5 marzo       | Lima (PER)        | Bolivia              | 3–1       | Vittoria  |
| 2022 | Gruppo Mondiale I, Turno principale | 17-18 settembre | Lima (PER)        | Cile                 | 2–3       | Sconfitta |
| 2023 | Gruppo Mondiale I, Playoff          | 3-4 febbraio    | Asia (PER)        | Irlanda              | 4–0       | Vittoria  |
| 2023 | Gruppo Mondiale I, Turno principale | 16-17 settembre | Lima (PER)        | Norvegia             | 4–1       | Vittoria  |
| 2024 | Qualificazioni Gruppo Mondiale      | 3-4 febbraio    | Santiago (CHL)    | Cile                 | 2–3       | Sconfitta |
| 2024 | Gruppo Mondiale I, Turno principale | 13-14 settembre | Bielle (CHE)      | Svizzera             | 0–4       | Sconfitta |

## Statistiche giocatori
Di seguito la classifica dei tennisti peruviani con almeno una partecipazione in Coppa Davis, ordinati in base al numero di vittorie. In caso di parità si tiene conto del maggior numero di incontri disputati; in caso di ulteriore parità viene dato più valore agli incontri in singolare; come quarto e ultimo criterio viene considerata la data d'esordio. In grassetto quelli tuttora in attività.

Aggiornato alla Coppa Davis 2025 (Libano-Perù 0-4).
| #  | Tennista                 | Singolare | Doppio | Totale |
| -- | ------------------------ | --------- | ------ | ------ |
| 1  | Jaime Yzaga              | 28-17     | 13-10  | 41-27  |
| 2  | Luis Horna               | 28-7      | 10-12  | 38-18  |
| 3  | Iván Miranda             | 18-21     | 9-13   | 27-34  |
| 4  | Mauricio Echazú          | 16-16     | 0-2    | 16-18  |
| 5  | Juan Pablo Varillas      | 13-11     | 3-4    | 16-15  |
| 6  | Duilio Beretta           | 8-9       | 8-4    | 16-13  |
| 7  | Sergio Galdós            | 5-1       | 11-10  | 16-11  |
| 8  | Alejandro Aramburú Acuña | 12-14     | 0-0    | 12-14  |
| 9  | Americo Venero-Montes    | 7-8       | 5-6    | 12-14  |
| 10 | Pablo Arraya             | 11-11     | 0-4    | 11-15  |
| 11 | Carlos Di Laura          | 2-9       | 9-5    | 11-14  |
| 12 | José Luis Noriega        | 1-9       | 7-2    | 8-11   |
| 13 | Nicolás Álvarez          | 7-8       | 0-1    | 7-9    |
| 14 | Matías Silva             | 5-4       | 2-3    | 7-7    |
| 15 | Jorge Brian Panta        | 3-3       | 3-5    | 6-8    |
| 16 | Ignacio Buse             | 3-2       | 2-0    | 5-2    |
| 17 | Conner Huertas del Pino  | 2-2       | 2-1    | 4-3    |
| 18 | Fernando Maynetto        | 2-8       | 1-9    | 3-17   |
| 19 | Miguel Maúrtua           | 2-6       | 1-3    | 3-9    |
| 20 | Arklon Huertas del Pino  | 1-0       | 2-3    | 3-3    |
| 21 | Mario Monroy             | 2-2       | 0-0    | 2-2    |
| 22 | Gonzalo Bueno            | 2-2       | 0-0    | 2-2    |
| 23 | William Lock             | 2-1       | 0-0    | 2-1    |

| #  | Tennista                  | Singolare | Doppio | Totale |
| -- | ------------------------- | --------- | ------ | ------ |
| 24 | Salomon Velasco           | 1-1       | 0-0    | 1-1    |
| 25 | Luciano Cuneo             | 1-0       | 0-0    | 1-0    |
| 26 | Luis Noriega              | 1-0       | 0-0    | 1-0    |
| 27 | Álvaro Raposo de Oliveira | 1-0       | 0-0    | 1-0    |
| 28 | Alfredo Acuña             | 0-4       | 0-1    | 0-5    |
| 29 | Luis-Alberto Olmedo       | 0-2       | 0-2    | 0-4    |
| 30 | Tomás González            | 0-2       | 0-1    | 0-3    |
| 31 | Alberto Franco            | 0-2       | 0-1    | 0-3    |
| 32 | Diego Acuña               | 0-2       | 0-1    | 0-3    |
| 33 | Juan-Carlos Rebaza-Lozano | 0-2       | 0-0    | 0-2    |
| 34 | Sergio Rojas              | 0-2       | 0-0    | 0-2    |
| 35 | Patrick Boza              | 0-1       | 0-1    | 0-2    |
| 36 | Duilio Vallebuona         | 0-1       | 0-1    | 0-2    |
| 37 | Christian Hohnhold        | 0-1       | 0-0    | 0-1    |
| 38 | Mario-Alberto Cayo        | 0-1       | 0-0    | 0-1    |
| 39 | Piero Demichelli          | 0-1       | 0-0    | 0-1    |
| 40 | Leonardo Ramírez          | 0-1       | 0-0    | 0-1    |
| 41 | Alexander Merino          | 0-1       | 0-0    | 0-1    |
| 42 | Fernando Carlos           | 0-0       | 0-1    | 0-1    |
| 43 | Jorge Salkeld             | 0-0       | 0-1    | 0-1    |
| 44 | Cesar Reano               | 0-0       | 0-1    | 0-1    |
| 45 | Luis-Felipe Bellido       | 0-0       | 0-1    | 0-1    |
| 46 | Rodrigo Sánchez           | 0-0       | 0-1    | 0-1    |

## Andamento
La seguente tabella riflette l'andamento della squadra dal 1990 ad oggi.
| Pos.           | 90 | 91 | 92 | 93 | 94 | 95 | 96 | 97 | 98 | 99 | 00 | 01 | 02 | 03 | 04 | 05 | 06 | 07 | 08 | 09 | 10 | 11 | 12 | 13 | 14 | 15 | 16 | 17 | 18 | 19 | 21 | 22 | 23 | 24 |
| -------------- | -- | -- | -- | -- | -- | -- | -- | -- | -- | -- | -- | -- | -- | -- | -- | -- | -- | -- | -- | -- | -- | -- | -- | -- | -- | -- | -- | -- | -- | -- | -- | -- | -- | -- |
| Campione       |    |    |    |    |    |    |    |    |    |    |    |    |    |    |    |    |    |    |    |    |    |    |    |    |    |    |    |    |    |    |    |    |    |    |
| Finalista      |    |    |    |    |    |    |    |    |    |    |    |    |    |    |    |    |    |    |    |    |    |    |    |    |    |    |    |    |    |    |    |    |    |    |
| SF             |    |    |    |    |    |    |    |    |    |    |    |    |    |    |    |    |    |    |    |    |    |    |    |    |    |    |    |    |    |    |    |    |    |    |
| QF             |    |    |    |    |    |    |    |    |    |    |    |    |    |    |    |    |    |    |    |    |    |    |    |    |    |    |    |    |    |    |    |    |    |    |
| OF             |    |    |    |    |    |    |    |    |    |    |    |    |    |    |    |    |    |    |    |    |    |    |    |    |    |    |    |    |    |    |    |    |    |    |
| Qualificazioni | x  | x  | x  | x  | x  | x  | x  | x  | x  | x  | x  | x  | x  | x  | x  | x  | x  | x  | x  | x  | x  | x  | x  | x  | x  | x  | x  | x  | x  |    |    |    |    |    |
| Gruppo I       |    |    |    |    |    |    |    |    |    |    |    |    |    |    |    |    |    |    |    |    |    |    |    |    |    |    |    |    |    |    |    |    |    |    |
| Gruppo II      |    |    |    |    |    |    |    |    |    |    |    |    |    |    |    |    |    |    |    |    |    |    |    |    |    |    |    |    |    |    |    |    |    |    |
| Gruppo III     | x  | x  |    |    |    |    |    |    |    |    |    |    |    |    |    |    |    |    |    |    |    |    |    |    |    |    |    |    |    |    |    |    |    |    |
| Gruppo IV      | x  | x  | x  | x  | x  | x  | x  |    |    |    |    |    |    |    |    |    |    |    |    |    |    |    | x  | x  | x  | x  | x  | x  | x  | x  |    |    |    |    |

Legenda
- Campione: La squadra ha conquistato la Coppa Davis.
- Finalista: La squadra ha disputato e perso la finale.
- SF: La squadra è stata sconfitta in semifinale.
- QF: La squadra è stata sconfitta nei quarti di finale.
- OF: La squadra è stata sconfitta negli ottavi di finale (1º turno). Dal 2019 sostituito dal Round Robin.
- Qualificazioni: La squadra è stata sconfitta al turno di qualificazione. Istituito nel 2019.
- Gruppo I: La squadra ha partecipato al Gruppo I della propria zona di appartenenza.
- Gruppo II: La squadra ha partecipato al Gruppo II della propria zona di appartenenza.
- Gruppo III: La squadra ha partecipato al Gruppo III della propria zona di appartenenza.
- Gruppo IV: La squadra ha partecipato al Gruppo IV della propria zona di appartenenza.
- x: Ove presente, la x indica che in quel determinato anno, il Gruppo in questione non è esistito nella zona geografica di appartenenza della squadra.